# هاوارد کندال

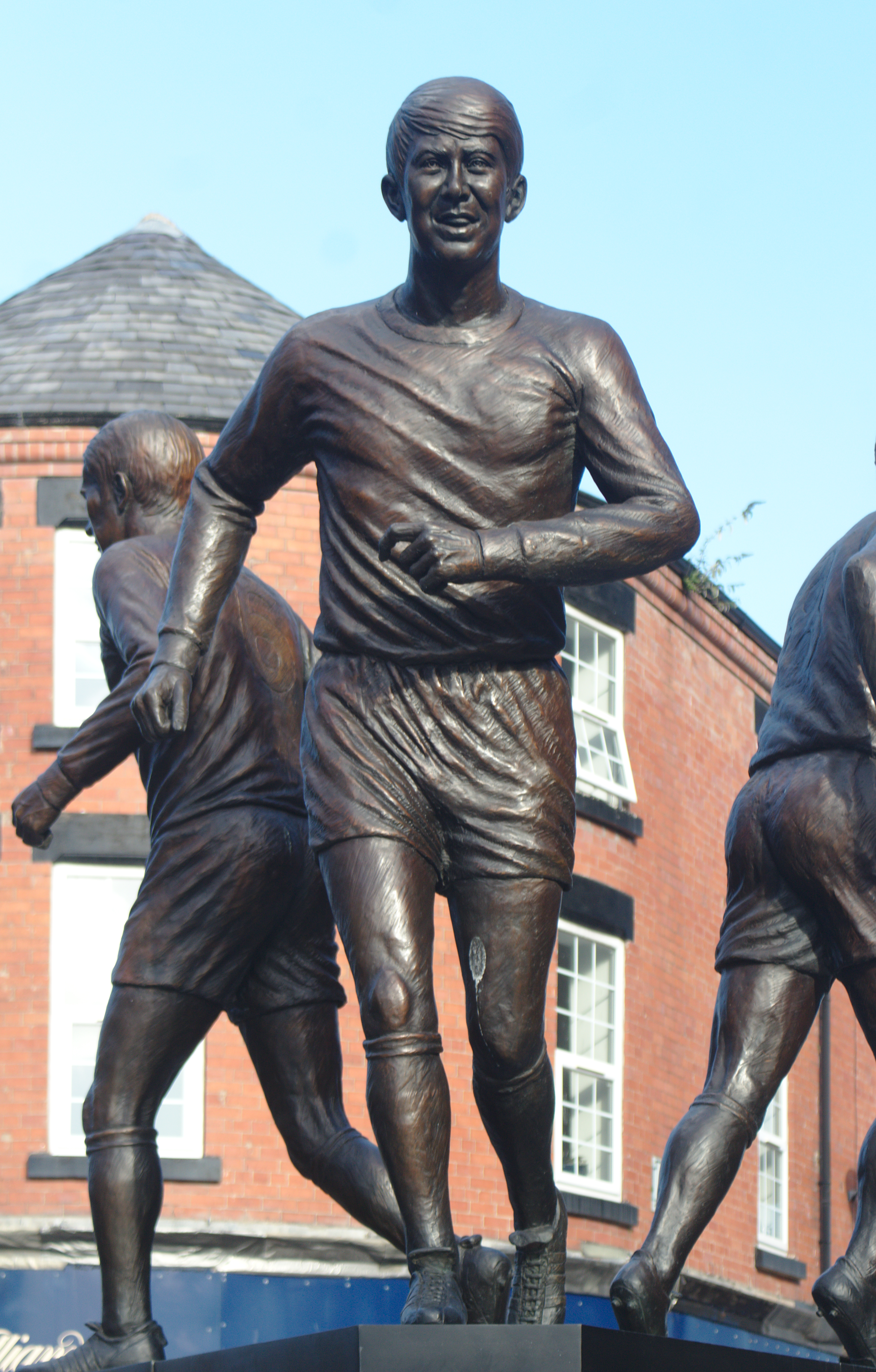
مجسمه هاوارد کندال در شهر لیورپول

هاوارد کندال (انگلیسی: Howard Kendall؛ زادهٔ ۲۲ مهٔ ۱۹۴۶) یک بازیکن فوتبال اهل بریتانیا است.